# Mary Latimer, Nun
Mary Latimer, Nun er en britisk stumfilm fra 1920 af Bert Haldane.

## Medvirkende
- Malvina Longfellow som Mary Latimer
- Warwick Ward som Alfred Pierpoint
- Ethel Fisher som Clarice
- George Foley som Sam Tubbs
- H. Agar Lyons som Lord Pierpoint
- Moore Marriott som Dickey Stubbs
- Laurence Tessier
- Minnie Rayner